# National Academy of Sciences

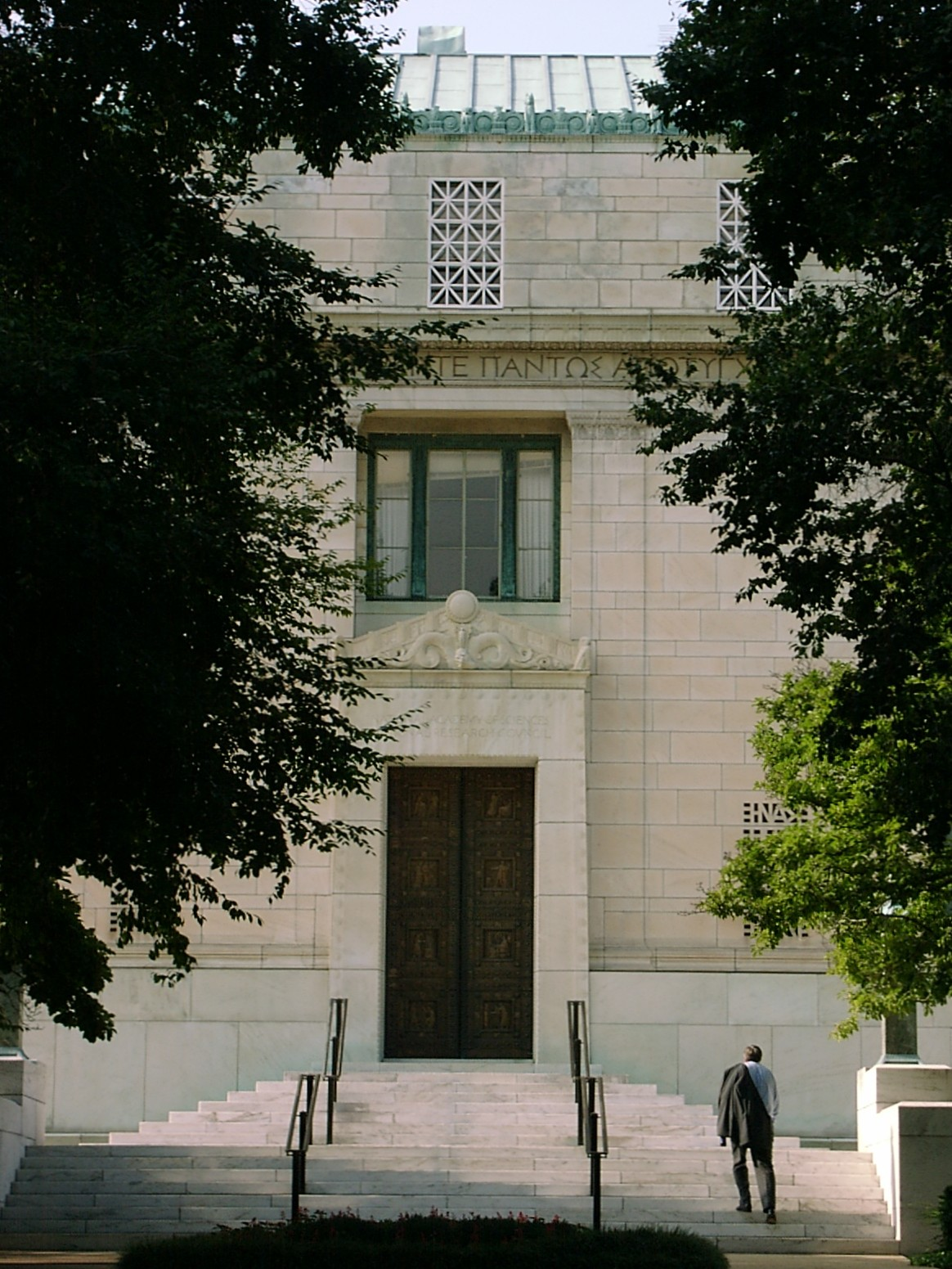
Budynek National Academy of Sciences w Waszyngtonie

National Academy of Sciences (NAS) (Narodowa Akademia Nauk) – jest korporacją w Stanach Zjednoczonych, której członkowie pro publico bono służą jako doradcy w zakresie nauki, inżynierii oraz medycyny. Jej członkowie są co rok wybierani przez bieżących członków, biorąc pod uwagę ich dorobek naukowy i osiągnięcia badawcze.
National Academy of Sciences jest jedną z czterech części National Academies, w skład której wchodzą ponadto:
- National Academy of Engineering (NAE)
- Institute of Medicine (IOM)
- National Research Council (NRC)

## Prezesi National Academy of Sciences
- 1863–1867 Alexander Dallas Bache
- 1868–1878 Joseph Henry
- 1879–1882 William Barton Rogers
- 1883–1895 Othniel Charles Marsh
- 1895–1900 Wolcott Gibbs
- 1901–1907 Alexander Agassiz
- 1907–1913 Ira Remsen
- 1913–1917 William Henry Welch
- 1917–1923 Charles Doolittle Walcott
- 1923–1927 Albert Abraham Michelson
- 1927–1931 Thomas Hunt Morgan
- 1931–1935 William Wallace Campbell
- 1935–1939 Frank Rattray Lillie
- 1939–1947 Frank Baldwin Jewett
- 1947–1950 Alfred Newton Richards
- 1950–1962 Detlev Wulf Bronk
- 1962–1969 Frederick Seitz
- 1969–1981 Philip Handler
- 1981–1993 Frank Press
- 1993–2005 Bruce Michael Alberts
- 2005–2016 Ralph J. Cicerone[2]
- od 2016 Marcia McNutt[3]

## Nagrody

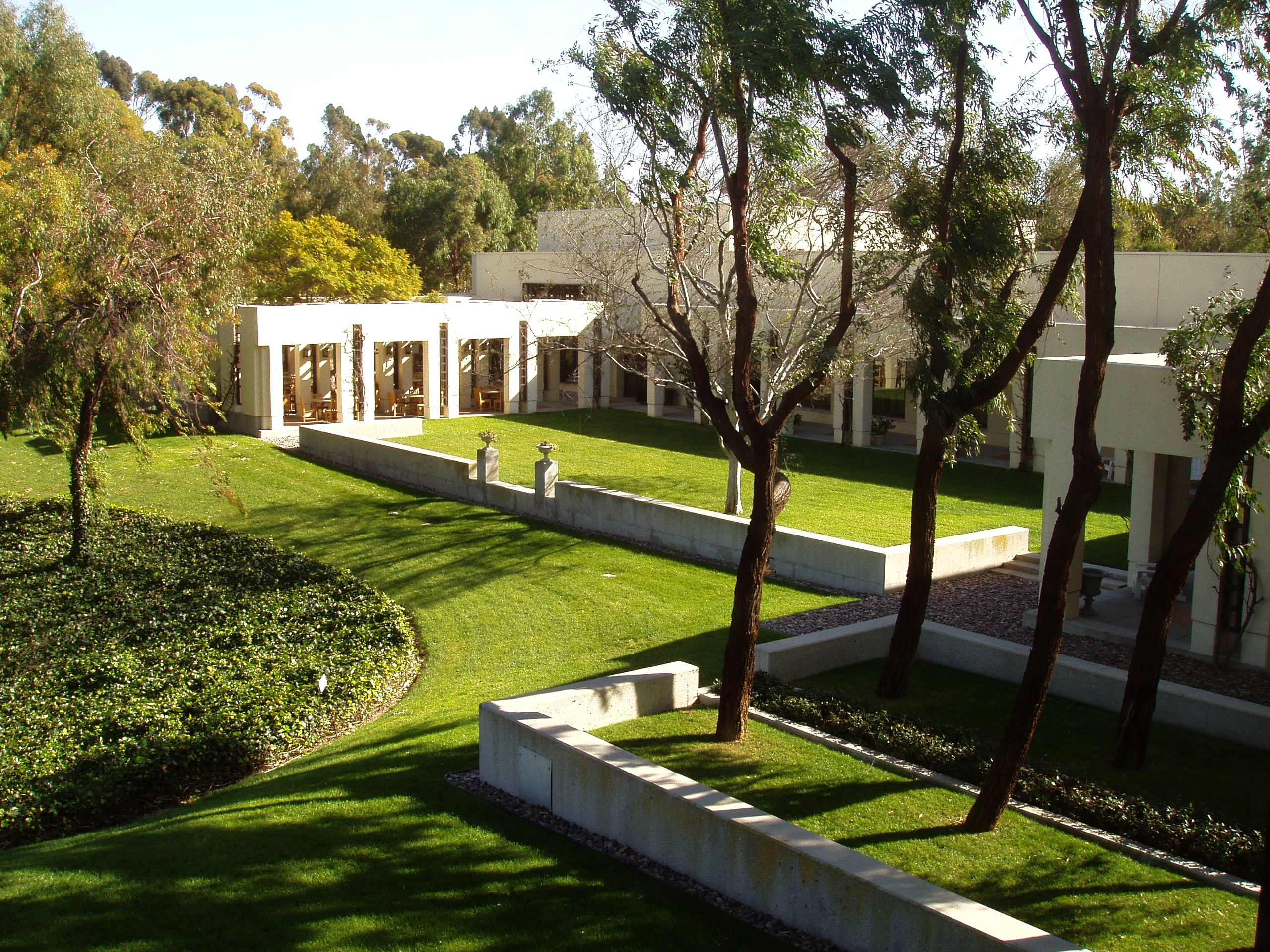
The National Academies’ Beckman Conference Center w Irvine w Kalifornii

National Academy of Sciences rozdaje wiele nagród w różnych dziedzinach:
- Ogólne
  - John J. Carty Award for the Advancement of Science
  - NAS Award for Initiatives in Research
  - NAS Award for Scientific Reviewing
  - Public Welfare Medal

- Astronomia/Astrofizyka
  - Medal Henry’ego Drapera
  - J. Lawrence Smith Medal
  - Medal Jamesa Craiga Watsona

- Nauki społeczne
  - NAS Award for Behavior Research Relevant to the Prevention of Nuclear War
  - Troland Research Awards

- Biologia i Medycyna
  - Alexander Hollaender Award in Biophysics
  - Jessie Stevenson Kovalenko Medal
  - Richard Lounsbery Award
  - NAS Award in Molecular Biology
  - NAS Award in the Neurosciences
  - Gilbert Morgan Smith Medal
  - Selman A. Waksman Award in Microbiology

- Chemia
  - NAS Award in Chemical Sciences
  - NAS Award for Chemistry in Service to Society

- Sozologia
  - Alexander Agassiz Medal
  - Arthur L. Day Prize and Lectureship
  - Daniel Giraud Elliot Medal
  - Mary Clark Thompson Medal
  - Charles Doolittle Walcott Medal
  - G. K. Warren Prize

- Inżynieria i Nauki stosowane
  - NAS Award in Aeronautical Engineering – aeronautical engineering
  - Gibbs Brothers Medal – naval architecture, marine engineering
  - NAS Award for the Industrial Application of Science

- Matematyka i Informatyka
  - NAS Award in Mathematics

- Fizyka
  - Arctowski Medal
  - Comstock Prize in Physics
  - Alexander Hollaender Award in Biophysics